# Dino Polska
Dino Polska S.A. – polska sieć supermarketów, założona w 1999 przez Tomasza Biernackiego. Sklepy sieci są zlokalizowane głównie w małych i średnich miastach oraz na peryferiach dużych miast.
Na koniec roku 2024 sieć posiadała 2688 placówek o powierzchni 1,061 mln metrów kwadratowych w całej Polsce. Na koniec czerwca 2024 roku sieć Dino liczyła 2504 sklepy o łącznej powierzchni 987 tysięcy metrów kwadratowych.
Sieć logistyczna Grupy Dino oparta jest na ośmiu centrach dystrybucyjnych: w Krotoszynie, Jastrowiu, Wolborzu, Rzeszotarach, Łobzie, Sierpcu, Kaliskach (k. Lubienia Kujawskiego) i Sieroniowicach.

## Historia

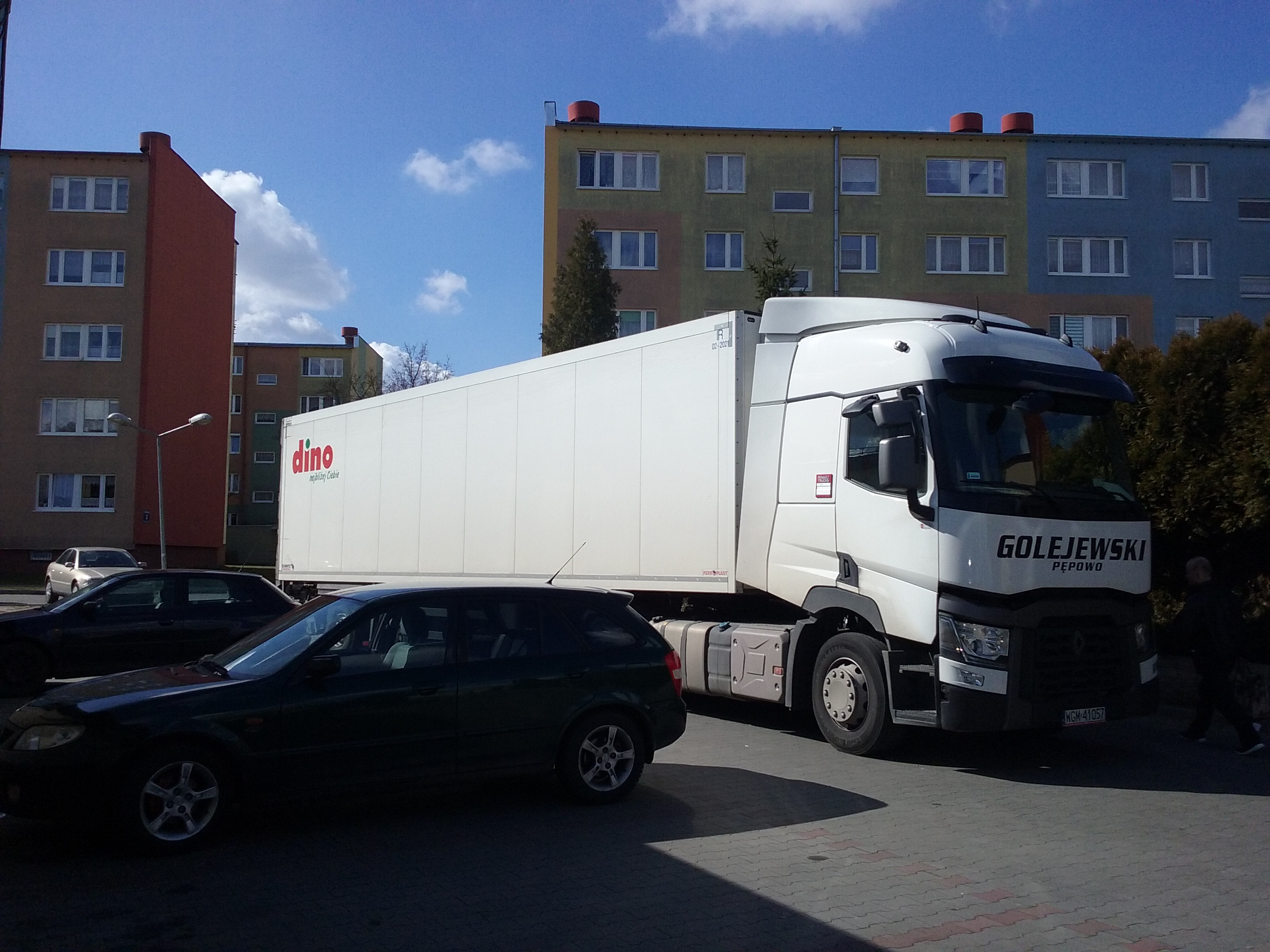
Tomaszów Mazowiecki, ciężarówka zaopatrująca Dino

Sklepy Dino początkowo działały tylko w zachodniej Polsce. W związku z rozwojem sieci Tomasz Biernacki w 2007 r. założył spółkę z ograniczoną odpowiedzialnością Dino Polska, do której przez kolejne trzy lata wniósł wszystkie sklepy Dino. Dalszy rozwój sieci wymusił przekształcenie w spółkę akcyjną.
Od 2010 sieć Dino Polska jest wyłącznym dystrybutorem produktów mięsnych i wędlin Zakładów Mięsnych Agro-Rydzyna, których Dino Polska jest właścicielem (wykup udziałów rozpoczęto w 2003).
W czerwcu 2010 fundusz private equity Enterprise Investors kupił za 200 mln zł 49% akcji spółki. Od czasu nawiązania współpracy z Enterprise Investors, sieć zaczęła się rozrastać, od 111 sklepów na koniec 2010, przez 628 sklepów na koniec grudnia 2016 roku, do 775 sklepów na koniec roku 2017. W kwietniu 2017 Enterprise Investors w ramach oferty publicznej sprzedał wszystkie będące w jego posiadaniu akcje spółki (49%) na Giełdzie Papierów Wartościowych w Warszawie, nabywcami akcji były polskie i zagraniczne instytucje finansowe (fundusze inwestycyjne i fundusze emerytalne) oraz polscy inwestorzy indywidualni. Kurs akcji, w dniu debiutu na warszawskiej giełdzie, wzrósł 7,9 procent powyżej kursu odniesienia. Cała spółka została wyceniona na 3,4 mld zł. W marcu 2019 roku Dino weszło w skład indeksu WIG20.
9 sierpnia 2018 Urząd Regulacji Energetyki udzielił zezwolenia na obrót paliwami płynnymi przedsiębiorstwu Dino Oil, wchodzącemu w skład Grupy Dino. To oznacza, że spółka może uruchamiać stacje paliw pod własną marką.
W pierwszym kwartale 2019 przedsiębiorstwo Dino Polska otworzyło 33 sklepy i na koniec 2019 sieć liczyła ich 1218 i wzrosła o 243 w ciągu dwunastu miesięcy.

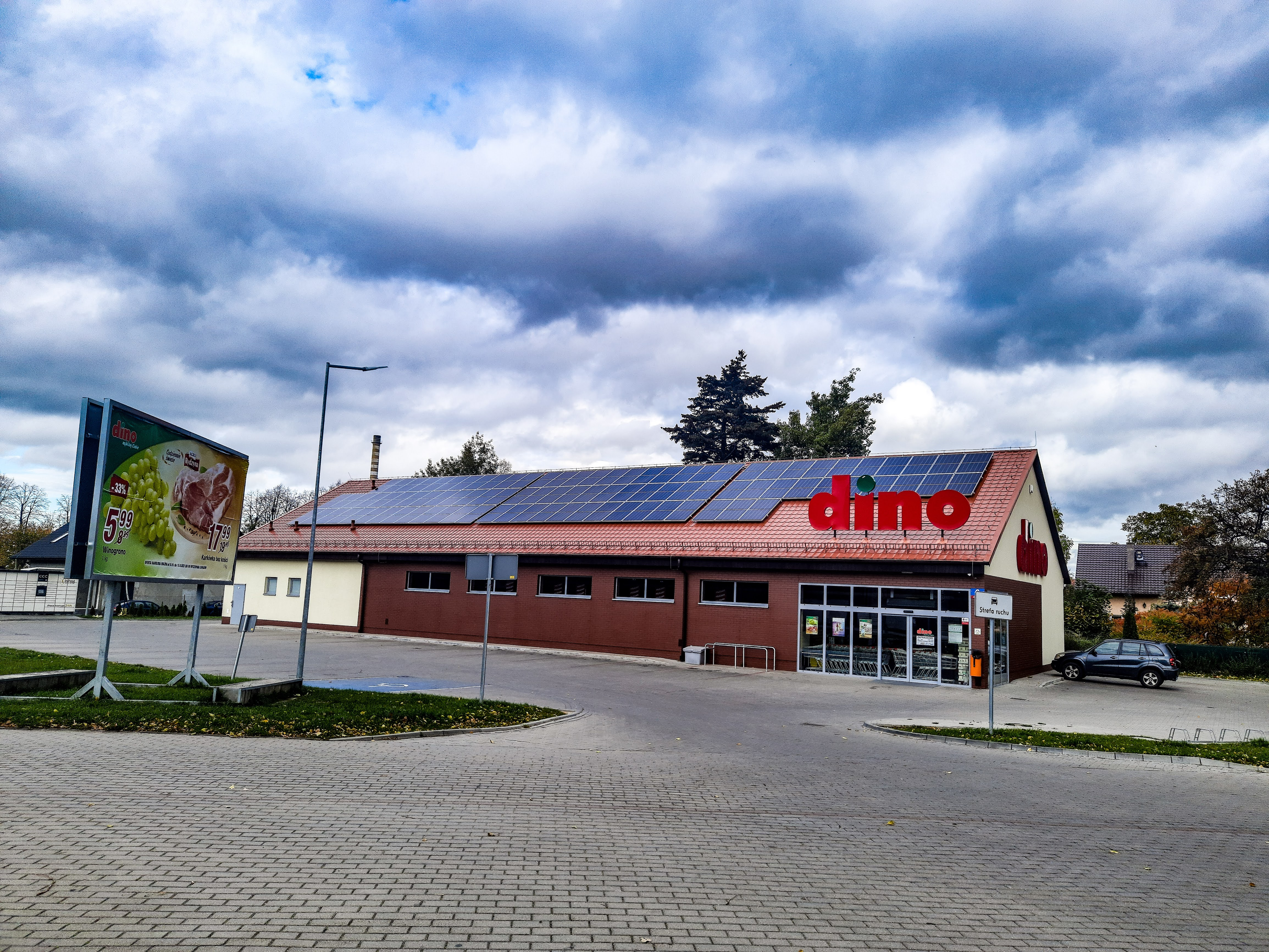
Sklep Dino w Bielawie wybudowany i otwarty w 2022 roku

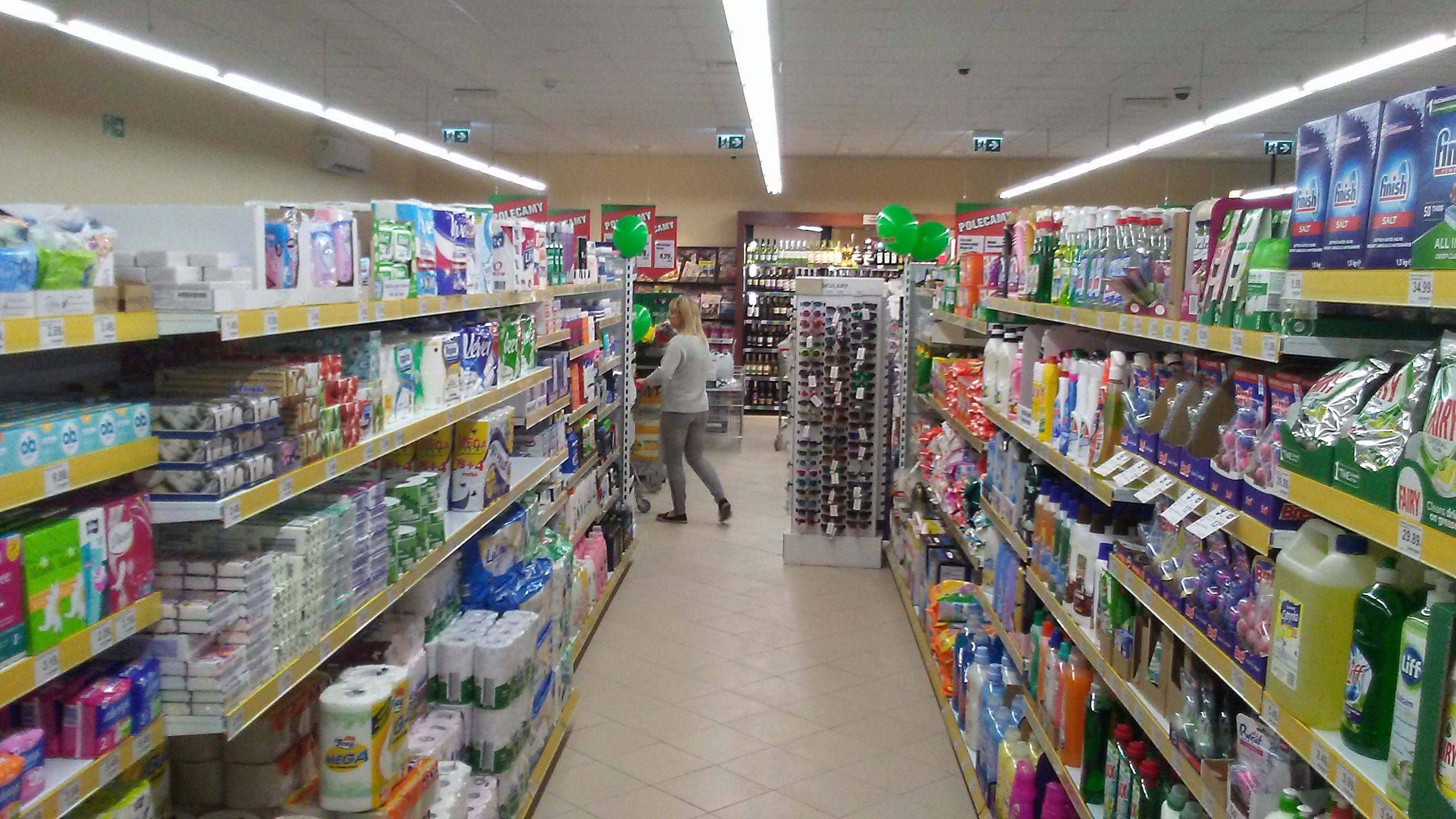
Wnętrze sklepu

Od maja 2020 roku Dino Polska działa bez prezesa (po rezygnacji Szymona Piducha). Pracami kieruje trzyosobowy zarząd w składzie: Michał Krauze (członek zarządu, dyrektor finansowy), Izabela Biadała (członek zarządu, dyrektor operacyjno-administracyjny) oraz Michał Muskała (członek zarządu, dyrektor inwestycji).
W 2020 Dino Polska spółka akcyjna zakończyła proces inwestycyjny dotyczący uruchomienia 278 sklepów (z czego uruchomionych zostało 255 sklepów, a 23 oczekują na otwarcie). Na koniec 2020 sieć liczyła 1496 sklepów, a ich powierzchnia sprzedaży wyniosła 582,6 tys. m².
Na koniec 2021 r. sieć liczyła 1815 sklepów, a powierzchnia sprzedaży wyniosła 710,4 tys. m². W 2021 r. otwarto 343 nowe sklepy. Pod koniec marca 2024 sieć posiadała 2438 sklepów.
Na koniec stycznia 2021 roku największym udziałowcem spółki był jej założyciel, Tomasz Biernacki – w jego posiadaniu jest 51,16% akcji spółki. Zatrudnienie w marcu 2022 roku wynosiło 33,4 tys. osób. W 2022 roku Dino Polska otworzyła 344 placówki i na koniec 2022 roku sieć liczyła 2156 sklepów, a powierzchnia sprzedaży sklepów Dino wyniosła 847,8 tys. m².